# Jeanne Cooper
Wilma Jeanne Cooper (25 de outubro de 1928 — 8 de maio de 2013) foi uma atriz estadunidense, mais conhecida por seu papel como Katherine Chancellor na soap opera da CBS The Young and the Restless. Por seu trabalho no programa, ela recebeu dois prêmios Emmy: um prêmio pelo conjunto da obra em 2004 e um Emmy do Daytime de melhor atriz em uma série de drama em 2008.

## Vida pessoal
Cooper se casou com o produtor de televisão Harry Bernsen Jr., e eles ficaram juntos por 23 anos antes de se divorciar. Tiveram três filhos, todos atores: Corbin Bernsen, famoso por L.A. Law (nascido em 7 de setembro de 1954); Collin Bernsen, nascido em 30 de março de 1958; e Caren Bernsen, nascida em 17 de agosto de 1960.

## Morte
Cooper morreu em 8 de maio de 2013 em um hospital de Los Angeles.